# Họ Ruồi cống
Họ Psychodidae, được gọi là ruồi cống, ruồi cánh bướm, là một họ ruồi thực sự. Một số chi có thân và cánh ngắn, nhiều lông khiến chúng có vẻ ngoài giống như loài bướm đêm. Các thành viên của tiểu họ Phlebotominae là loài hút máu.
Có hơn 2.600 loài ruồi cống được mô tả trên toàn thế giới, hầu hết có nguồn gốc từ vùng nhiệt đới ẩm. Điều này làm cho chúng trở thành một trong những họ đa dạng nhất trong bộ. Ruồi cống đôi khi cư trú ở cống rãnh và hệ thống thoát nước, chúng vô hại nhưng có thể gây khó chịu dai dẳng.

## Vòng đời

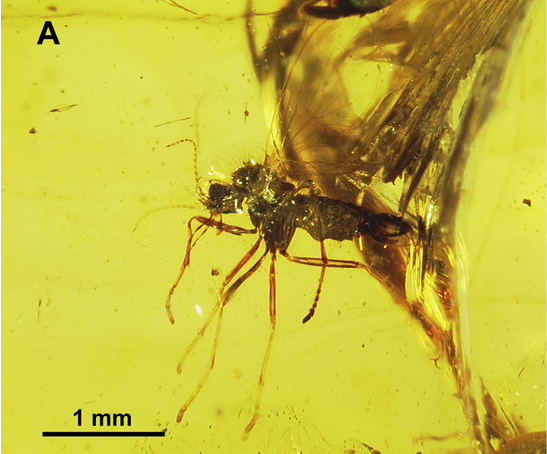
Datzia bispina holotype trong hổ phách Miến Điện

Ấu trùng của các phân họ Psychodinae, Sycoracinae và Horaiellinae sống ở môi trường nước hoặc bán cạn hoặc nước thải, bao gồm cả bồn rửa trong phòng tắm, nơi chúng ăn vi khuẩn và có thể trở thành vấn đề. Ấu trùng của những loài thường gặp nhất gần như trong suốt với đầu đen không thu vào được và đôi khi có thể nhìn thấy chúng di chuyển dọc theo mép ẩm của các kẽ hở trong buồng tắm hoặc bồn tắm hoặc trong nước toilet. Dạng ấu trùng của ruồi cống thường dài 4–5 mm, và có hình dạng như một hình trụ dài, mỏng, hơi dẹt.
Ở một số loài, ấu trùng có thể bám vào các bề mặt của môi trường bằng cách sử dụng các "đĩa" ở mặt bụng của chúng. Giống như bọ gậy, chúng không thể hấp thụ oxy qua nước, thay vào đó, chúng thở bằng một ống thở nhỏ tối màu ở cuối bụng—chúng phải thường xuyên vươn lên bề mặt để lấy oxy. Giai đoạn ấu trùng kéo dài từ 9 đến 15 ngày, tùy thuộc vào loài, nhiệt độ và môi trường. Với số lượng nhỏ, ấu trùng đôi khi được coi là có lợi vì có bộ hàm khỏe có thể cắt qua tóc và chất thải quánh trong cống thoát nước mà nếu không có thể gây tắc nghẽn. Tuy nhiên, trừ khi lượng nước thải này được loại bỏ hoàn toàn, những con ruồi trưởng thành sẽ tiếp tục tìm đến và đẻ nhiều trứng hơn.
Giai đoạn nhộng kéo dài từ 20 đến 40 giờ. Trong giai đoạn này, chúng không kiếm ăn mà ngâm mình gần mặt nước, vẫn thở bằng ống thở, và nhanh chóng biến thành ruồi trưởng thành, chui qua một đường nối trong vỏ nhộng và trồi lên khỏi mặt nước.
Con trưởng thành dài bằng một nửa ấu trùng, nhưng trông rộng hơn nhiều, với một đôi cánh có lông.
Con trưởng thành thường sống về đêm, bị thu hút bởi ánh sáng và mùi hôi. Ruồi trưởng thành bay hỗn loạn, và cũng thường đi bộ hoặc chạy. Chúng hoạt động mạnh nhất vào ban đêm, nhưng cũng có thể được nhìn thấy vào ban ngày, hoặc gần cửa sổ, đèn hoặc bảng điện tử.
Con trưởng thành sống khoảng 20 ngày và chỉ sinh sản một lần, thường trong vòng vài giờ sau khi ra khỏi vỏ nhộng. Con cái đẻ trứng (từ 30 đến 100 con) ngay trên mặt nước bên trong cống. Trong vòng 48 giờ, trứng nở thành giun cống tức là dạng ấu trùng.

## Tác động đến sức khỏe
Loại ruồi cống thường thấy trong phòng tắm, Clogmia albipunctata, không được biết là truyền bệnh con người, nhưng có thể tấn công cơ hội vào vết thương hở. Trường hợp ấu trùng ruồi cống sống trong họng đã được quan sát ở Việt Nam. Phân họ Phlebotominae hút máu với khả năng truyền bệnh (nhiệt đới) và Sycorax silacea có thể truyền vi khuẩn microfilaria. Hít phải mảnh của ruồi cống có thể gây hen.
Kiểm soát
Cách tốt nhất để kiểm soát ruồi cống là loại bỏ nơi sinh sản của chúng, ví dụ vật liệu hữu cơ bị mắc kẹt trong cống. Sau khi loại bỏ rác, ấu trùng không còn nhưng ruồi trưởng thành vẫn sống khoảng 20 ngày.

## Phân loại học

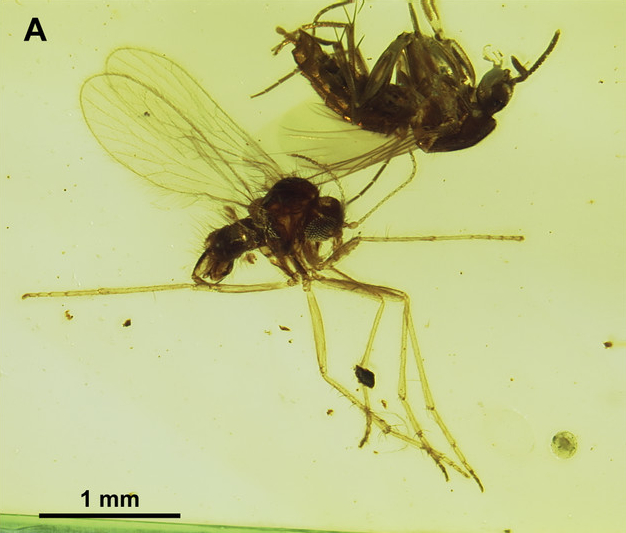
Mandalayia beumersorum

Họ này có 7 phân họ chứa hơn 2600 loài đã được mô tả.